# لو دويلون
لو دويلون (بالفرنسية: Lou Doillon)‏ (مواليد 4 سبتمبر 1982 في نويي-سور-سين)، هي ممثلة وعارضة أزياء ومغنية فرنسية بدأت مسيرتها الفنية سنة 1987.

## عائلتها
ولدت لو دويلون في عائلة فنية، حيثُ أن والدها هو المخرج جاك دويلون، وأمها هي الممثلة والمغنية البريطانية جين بيركين. وهي الأخت غير الشقيقة للمصورة كيت باري والممثلة شارلوت غينسبور من طرف أمها.

## وصلات خارجية
- لو دويلون على موقع IMDb (الإنجليزية)
- لو دويلون على موقع ألو سيني (الفرنسية)
- لو دويلون على موقع ميوزك برينز (الإنجليزية)
- لو دويلون على موقع أول موفي (الإنجليزية)
- لو دويلون على موقع قاعدة بيانات الأفلام السويدية (السويدية)
- لو دويلون على موقع أول ميوزيك (الإنجليزية)
- لو دويلون على موقع ديسكوغز (الإنجليزية)
- لو دويلون على موقع قاعدة بيانات الفيلم (الإنجليزية)
- لو دويلون على موقع كينوبويسك (الروسية)
- لو دويلون على موقع دليل عارضات الأزياء (الإنجليزية)